# Gran Premi Regio Insubrica
El Gran Premi Regio Insubrica és una cursa ciclista que es disputà a cavall de Suïssa i Itàlia, amb un recorregut que enllaça les ciutats de Como, a la província de Como, Llombardia, i Lugano, al Cantó de Ticino. Creada el 2009, formà part de l'UCI Europe Tour, amb una categoria 1.1.

## Palmarès
| Any  | Vencedor          | Segon              | Tercer            |
| ---- | ----------------- | ------------------ | ----------------- |
| 2009 | Francesco Ginanni | Enrico Rossi       | Samuel Dumoulin   |
| 2010 | Samuel Dumoulin   | José Joaquín Rojas | Nicolas Roche     |
| 2011 | Giovanni Visconti | Jure Kocjan        | Rinaldo Nocentini |